# Guerra Russo Sueca de 1590-1595
A Guerra Russo Sueca de 1590-1595 (em sueco:  Nordiska tjugofemårskriget; em russo:  Русско-шведская война) decorreu de 1570 a 1595, opondo por um lado a Rússia, e por outro a Suécia, com a ajuda da Polónia em 1578-1582.
O conflito foi motivado pela tentativa da Rússia de conquistar as possessões suecas na Estónia. O teatro de guerra foi principalmente a Estónia e a Íngria, e ainda a Finlândia. Terminou pela vitória da Suécia, e pelo Tratado de Teusina.

## Acontecimentos importantes
- Batalha de Ubagall em 1571 (vitória sueca)
- Batalha de Lode em 1573 (vitória sueca)
- Batalha de Wenden em 1578 (vitória sueca e polaca)
- Conquista de Kexholm (em russo:  Priozersk) em 1580
- Conquista de Narva em 1581
- Tratado de Teusina em 1595 (ratificando a vitória sueca)